# Sermile
Sermile (en llatí Sermyle, en grec antic Σερμύλη) era una ciutat de Sitònia a la península Calcídica entre Galepsos i Meciberna, que va donar el seu nom al golf conegut per Sermylicus sinus (κόλπος Σερμυλικός) o Toronaicus sinus.